# Рассвет (алмаз)

Алмаз «Рассвет»

Рассве́т (ранее известный как Анаба́р) — уникальный алмаз насыщенного жёлто-коричневого оттенка в 236,25 карата, найденный в россыпи «Эбелях» в 2020 году.

## Описание
Алмаз «Рассвет» является крупнейшим добытым в России цветным алмазом. Размер кристалла 47×24×22 мм.
За свои выдающиеся форму, качество и цвет, напоминающие о сиянии солнца, алмаз получил название «Рассвет».

## Новое Солнце (бриллиант)

Бриллиант «Новое Солнце»

Бриллиант огранён в 2025 году из алмаза «Рассвет» пятнадцатью огранщиками «Бриллианты АЛРОСА», которые посвятили этой работе два с половиной года. Масса бриллианта составил 102,77 карата. Бриллиант относится к категории фантазийных (цветных, наиболее редких) и имеет окраску Vivid Yellow — наиболее насыщенного жёлтого цвета. Огранка — типа «кушон». Цена на бриллианты такого уровня варьирует от 12 млн $ до 18 млн $. На июнь 2025 года решение о продаже принято ещё не было.